# Clibanarius (cavalier)
Pour l’article homonyme, voir Clibanarius (crustacé).

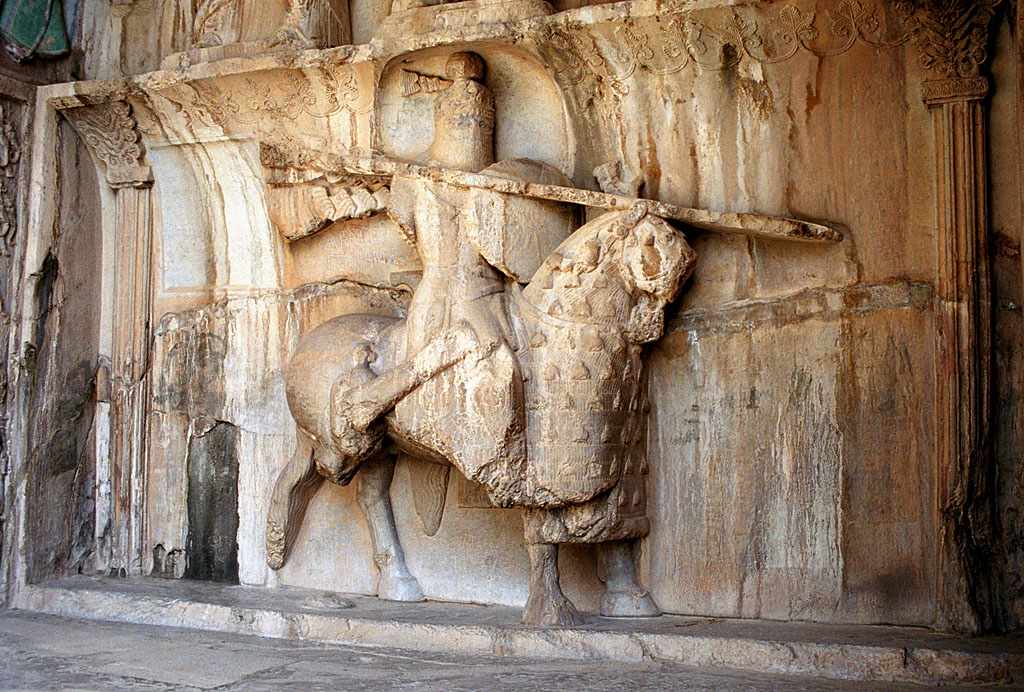
Bas-relief d'une statue équestre perse de Khosro II à Taq-e Bostan.

Un clibanarius (dont le pluriel latin est clibanarii), en français clibanaire, est un cavalier lourd, romain ou perse, aussi utilisé par les Arméniens sous Tigrane II d'Arménie et par les Palmyréens, dont le cheval est protégé par des bardes composées par des broignes. Ce terme est cité dans les textes d'Ammien Marcellin, qui les assimile aux cataphractaires, de l'Histoire Auguste dans un bilan fantaisiste des pertes infligés aux Perses. Ils sont aussi cités par Eutrope qui met le roi Tigrane d'Arménie à la tête d'une armée de six cent mille clibanaires.
La distinction (ou son absence) entre clibanaires et cataphractaires fait l'objet de débat chez les historiens. Les principaux critères évoqués pour les distinguer sont leur équipement et leurs tactiques,.